# 阿久根北インターチェンジ
阿久根北インターチェンジ（あくねきたインターチェンジ）は、鹿児島県阿久根市多田にある南九州西回り自動車道（出水阿久根道路）のインターチェンジである。
インターチェンジに直接接続する国道389号を介して黒之瀬戸大橋経由で長島、長島の蔵之元港から三和商船のフェリー経由で天草諸島・長崎方面へアクセスが可能である。

## 道路
- E3A 南九州西回り自動車道（出水阿久根道路）

## 沿革
2008年3月15日、用地取得が終了し、同インターチェンジからの工事に着手した。2015年3月14日に阿久根北ICから阿久根ICまでの区間が開通し供用開始され、同年12月19日に野田ICから阿久根北IC間が開通した。2016年度には北薩横断道路阿久根高尾野道路の事業化が決定し、阿久根北IC附近が北薩横断道路の終点となった（開通年は未定）。
- 2008年（平成20年）3月15日 : 出水IC - 阿久根IC間着工[6]。
- 2014年（平成26年）3月14日 : IC名称が「阿久根北IC」で正式決定[7]。
- 2015年（平成27年）
  - 3月29日 : 阿久根北IC - 阿久根IC間開通に伴い供用開始[8]。
  - 12月19日 : 野田IC - 阿久根北IC間開通[4]。

## 接続する道路
- 国道3号
- 国道389号

## 周辺
- サテライト阿久根
- 折口駅
- 阿久根市立折多小学校
- ヤマト運輸阿久根営業所[9]

## 隣
E3A 南九州西回り自動車道（出水阿久根道路）
（11）野田IC - (12) 阿久根北IC - (13) 阿久根IC